# Aerides crassifolia
Aerides crassifolia är en orkidéart som beskrevs av Charles Samuel Pollock Parish och Frederick William Thomas Burbidge. Aerides crassifolia ingår i släktet Aerides och familjen orkidéer. Inga underarter finns listade i Catalogue of Life.